# Agapetes kanjilali
Agapetes kanjilali là một loài thực vật có hoa trong họ Thạch nam. Loài này được Das mô tả khoa học đầu tiên năm 1924.